# Saltos ornamentais no Campeonato Europeu de Esportes Aquáticos de 2018 - Plataforma 10 m individual feminino
A prova da plataforma 10 m individual feminino dos saltos ornamentais no Campeonato Europeu de Esportes Aquáticos de 2018 ocorreu no dia 8 de agosto no Royal Commonwealth Pool, em Edimburgo no Reino Unido. 

## Calendário
| Fase       | Data        | Hora  |
| ---------- | ----------- | ----- |
| Preliminar | 8 de agosto | 09:30 |
| Final      | 8 de agosto | 15:00 |

Todos os horários estão no horário local (UTC+0)

## Medalhistas
| Ouro                   | Prata             | Bronze            |
| Celine van Duijn (NED) | Noemi Batki (ITA) | Maria Kurjo (GER) |

## Resultados
Esses foram os resultados da competição.
| Pos.              | Saltadora           | Nacionalidade | Preliminar | Preliminar | Final         | Final         |
| Pos.              | Saltadora           | Nacionalidade | Pontos     | Pos.       | Pontos        | Pos.          |
| ----------------- | ------------------- | ------------- | ---------- | ---------- | ------------- | ------------- |
| Medalha de ouro   | Celine van Duijn    | Países Baixos | 289.65     | 1          | 319.10        | 1             |
| Medalha de prata  | Noemi Batki         | Itália        | 279.40     | 5          | 315.00        | 2             |
| Medalha de bronze | Maria Kurjo         | Alemanha      | 282.35     | 3          | 308.15        | 3             |
| 4                 | Sofiia Lyskun       | Ucrânia       | 279.60     | 4          | 306.60        | 4             |
| 5                 | Lois Toulson        | Reino Unido   | 284.10     | 2          | 292.20        | 5             |
| 6                 | Robyn Birch         | Reino Unido   | 250.70     | 8          | 290.60        | 6             |
| 7                 | Tanya Watson        | Irlanda       | 233.15     | 11         | 276.85        | 7             |
| 8                 | Elena Wassen        | Alemanha      | 264.50     | 6          | 270.40        | 8             |
| 9                 | Ellen Ek            | Suécia        | 260.40     | 7          | 264.70        | 9             |
| 10                | Anne Tuxen          | Noruega       | 222.45     | 12         | 215.00        | 10            |
| 11                | Isabelle Svantesson | Suécia        | 241.60     | 10         | 199.85        | 11            |
| 12                | Helle Tuxen         | Noruega       | 245.75     | 9          | 161.90        | 12            |
| 13                | Genevieve Green     | Lituânia      | 209.90     | 13         | Não avançaram | Não avançaram |
| 14                | Yulia Timoshinina   | Rússia        | 204.80     | 14         | Não avançaram | Não avançaram |
| 15                | Anna Chuinyshena    | Rússia        | 180.00     | 15         | Não avançaram | Não avançaram |